# James Madison
Pour les articles homonymes, voir Madison.
Ne doit pas être confondu avec le joueur de football anglais James Maddison.
James Madison, Jr., né le 16 mars 1751 à Port Conway (en) (Colonie de Virginie) et mort le 28 juin 1836 à Montpelier (en) (Virginie), est un avocat, planteur esclavagiste et homme d'État américain. Il est le secrétaire d'État de Thomas Jefferson de 1801 à 1809 avant de lui succéder comme président des États-Unis, de 1809 à 1817.
Né dans l'actuelle Virginie dans une famille de planteurs aisés, il a étudié à l'université de Princeton (alors appelé College of New Jersey) où il s'est distingué en philosophie et en sciences politiques. Madison a joué un rôle crucial lors de la Convention de Philadelphie, où il a proposé le plan de Virginie, qui est devenu la base de la Constitution américaine. Également impliqué dans la rédaction de la Constitution de Virginie, il est considéré comme l'un des Pères fondateurs des États-Unis.
En collaboration avec Alexander Hamilton et John Jay, Madison écrit Les Papiers fédéralistes, une série d'essais influents en faveur de la ratification de la Constitution. Il est également à l'origine du Bill of Rights, les dix premiers amendements à la Constitution, qui garantissent les libertés individuelles.
Madison a été le quatrième président des États-Unis (1809-1817). Pendant son mandat, il a dû faire face à la guerre de 1812 contre le Royaume-Uni de Grande-Bretagne et d'Irlande, un conflit qui a contribué à renforcer le sentiment d'identité nationale américaine. Sa présidence a également vu des progrès dans l'expansion vers l'ouest du pays.
Après avoir quitté ses fonctions, Madison est retourné dans sa plantation de Montpelier (en), où il a passé les dernières années de sa vie, tout en restant actif dans la sphère politique et intellectuelle. Son héritage est celui d'un champion du fédéralisme et de la liberté individuelle, dont les contributions à la fondation des États-Unis continuent d'influencer la politique américaine moderne.

## Biographie
James Madison, Jr. naît le 16 mars 1751 dans le comté de King George, en Virginie. Ses parents sont propriétaires d’une plantation de tabac avec de nombreux esclaves en Virginie, où il passe son enfance. Il est le frère du général William Madison,.
En 1769, Madison s’inscrit à l’université de Princeton où il passe en deux ans le curriculum de quatre années et se rend malade d’excès de travail. Une fois guéri, il devient le protégé de Thomas Jefferson.
James Madison n'a pas eu d'enfant avec son épouse Dolley. Il était propriétaire d'une plantation (James madison's Montpelier (en)) sur laquelle travaillent une centaine d'esclaves (108 en 1801).

### Carrière politique
Sa santé fragile l'empêche de participer à la guerre d'indépendance des États-Unis en tant que combattant. Il se consacre donc avec énergie à la vie politique de la jeune nation. C'est le plus jeune élu de la convention continentale.
Il devient un personnage central de la scène politique de l’État de Virginie, participe à la rédaction de la loi sur la liberté religieuse, et persuade l’État d'offrir les Territoires du Nord-Ouest au Congrès (ces territoires deviendront une partie de l’Ohio, du Kentucky et du Tennessee).
En 1780, il apporte son soutien à la création d’une Commission constitutionnelle. Il est très actif durant la Convention de Philadelphie  dont il est le rapporteur et certains historiens voient en lui le « père de la Constitution ». Madison défend les intérêts des États fédérés[réf. nécessaire] bien qu'il soit l’artisan d'un système d’équilibre entre les pouvoirs. Il insiste sur la représentation proportionnelle à la population des États au sein du Congrès. Ses notes sur la Convention sont les meilleurs témoignages sur les idées des rédacteurs. Il participe à la rédaction des Papiers fédéralistes, série d'articles en faveur de la ratification. Il fonde une pensée politique propre.
Après la ratification de la Constitution, Madison devient représentant de son État, la Virginie. C’est lui qui introduit les dix premiers amendements, connus sous le nom de « lois sur les droits du citoyen » (Bill of Rights). Il est favorable à la limitation du pouvoir du gouvernement fédéral, et c’est en raison de son opposition à la formation d’une banque centrale qu'il prend ses distances avec le Parti fédéraliste pour se rapprocher du Parti républicain-démocrate. En 1785, il est aussi l’auteur d’une proposition s’opposant au financement par le gouvernement des écoles chrétiennes.

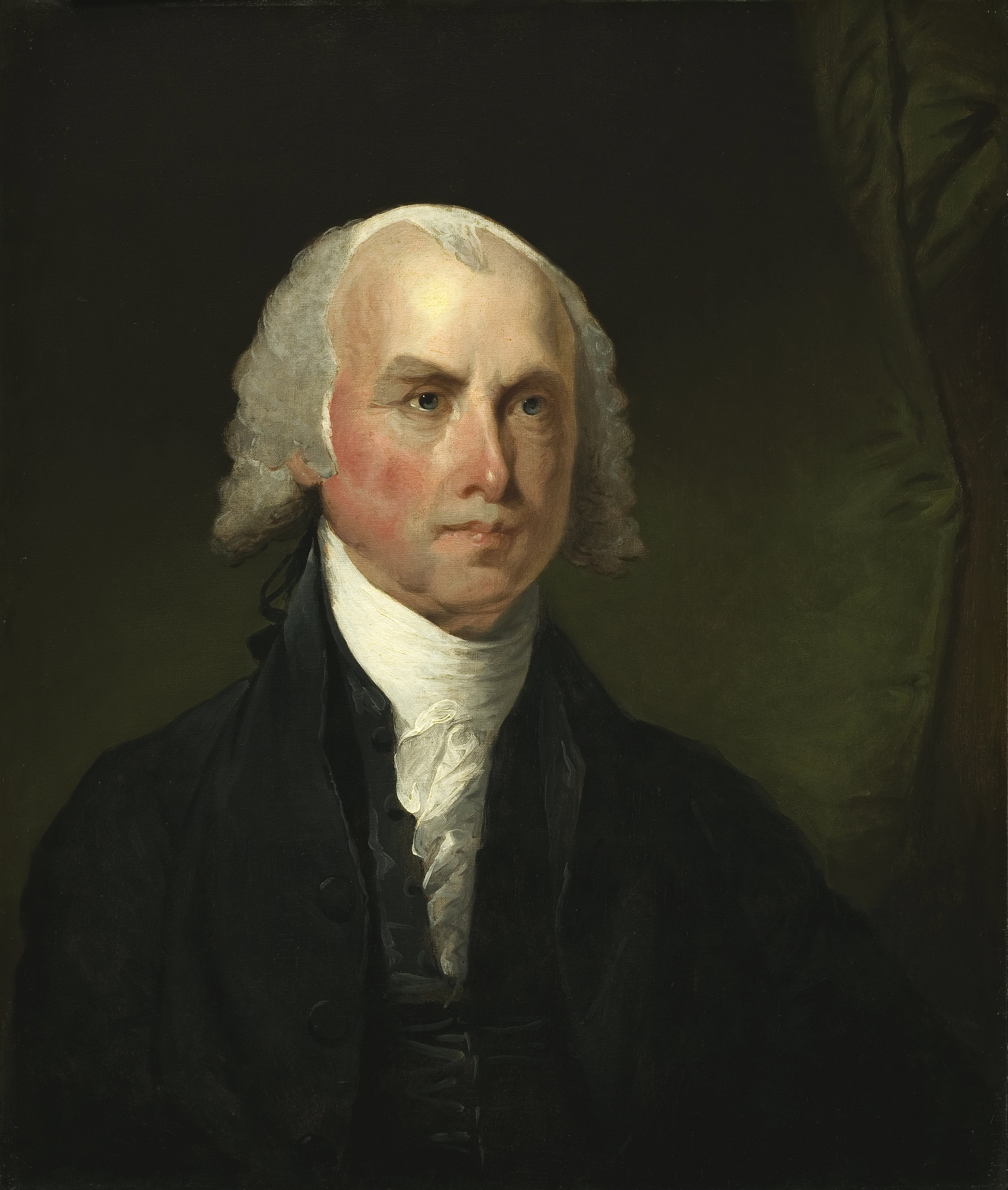
Portrait de James Madison au secrétariat d'État.

En 1797, Madison quitte le Congrès pour devenir secrétaire d'État de Jefferson. Il est l'un des principaux rédacteurs des Résolutions du Kentucky et de la Virginie en 1798 et du Rapport de 1800.  En 1808, il se présente à l’élection présidentielle et est élu le 7 décembre, en grande partie en raison de son habileté diplomatique, en un temps où la France et le Royaume-Uni sont dans une période de grande tension.

### Présidence

#### 1809
4 mars : investiture de Madison en tant que quatrième président des États-Unis.
27 octobre : Madison décrète l’annexion de la partie ouest de l’État de Floride, où les colons se rebellent contre l’autorité de l’Espagne.

#### 1811
11 février : Madison interdit le commerce avec le Royaume-Uni.

#### 1812
18 juin : début de la guerre anglo-américaine de 1812. Cette guerre est surtout soutenue par les États agricoles du Sud et de l’Ouest.
12 juillet : les forces américaines, sous la conduite du général William Hull, entrent au Canada, mais doivent ensuite faire retraite sur Détroit. L’armée ne compte que cinq mille volontaires alors que le plan de Madison en prévoyait cinquante mille.
2 décembre : Madison est réélu pour un second mandat.

#### 1814
24 août : les forces britanniques évaluées à cinq mille hommes, sous le commandement du général Robert Ross, marchent sur Washington en représailles à l’incendie de York. Elles ne rencontrent qu’une faible résistance de l’armée américaine désorganisée, et pénètrent dans la capitale. Elles y brûlent tous les bâtiments publics, dont le Capitole et la Maison-Blanche.
En 1814, le traité de Gand met fin à la guerre. La bataille de La Nouvelle-Orléans, au cours de laquelle Andrew Jackson se distingue en 1815, a lieu après la fin de la guerre, car la nouvelle de la cessation des hostilités n’a pas atteint la Louisiane à temps. La conséquence principale de cette guerre est la disparition du parti fédéraliste, considéré comme traître en raison de son opposition à la guerre.

#### Politique étrangère
La guerre anglo-américaine de 1812 demeure le principal fait de la politique étrangère de Madison. Celle-ci ne dégagera aucun véritable vainqueur. Les Britanniques incendieront et occuperont même temporairement Washington, d’où Madison doit s’enfuir. Ils armeront aussi des tribus indiennes dans l’Ouest, en particulier les Chaouanons menés par le chef Tecumseh. Du fait de cette guerre laborieuse, des États de la Nouvelle-Angleterre ont même à un moment menacé de faire sécession mais cette menace est restée sans suite. La guerre se termine en 1815.

#### Politique intérieure
Madison a peur de laisser trop de pouvoir aux politiciens si le gouvernement fédéral est chargé de la banque centrale. Il laisse expirer le mandat de la banque, créée par son prédécesseur, mais il a besoin d’argent pour financer la guerre contre le Royaume-Uni ; vers la fin de son mandat, il soutiendra la création d’une deuxième banque centrale.

#### Politique partisane
Madison et Jefferson sont considérés comme les fondateurs du Parti démocrate-républicain. Madison succède à Jefferson sans difficulté en 1808 et il est réélu en 1812. Le Parti fédéraliste, qui s’était opposé à la guerre, disparaît.

### Retraite et décès
Après son second mandat, Madison se retire dans sa ferme d'Orange en Virginie. Il devient brièvement le recteur de l’université de Virginie mais se consacre essentiellement à l’agriculture. Il meurt le 28 juin 1836.

## Anecdotes
Le 4 mars 1809, James Madison est le premier président qui porte des vêtements fabriqués aux États-Unis le jour de son investiture.
En 1794, il épouse Dolley Payne Todd qui, jolie et vive, fait ressortir son aspect maladif et antisocial. C’est à Dolley qu’on attribue la création du rôle de « première dame des États-Unis » en tant que premier soutien de son mari, le président.
Il est le plus petit président des États-Unis. Il mesurait 1,63 m.

## Hommages
Son portrait figure sur d'anciens billets de 5 000 USD. Son nom a été attribué au Madison Square de New-York, l'endroit originel de la salle polyvalente d'événements sportifs le Madison Square Garden jusqu'à 1925, et à l'Avenue Madison (anglais : Madison Avenue) depuis 1836. La ville de Madison dans le Wisconsin porte aussi son nom. Dans la ville de Harrisonburg dans l'État de Virginie, l'Université James Madison porte son nom.